# Угорське урочище

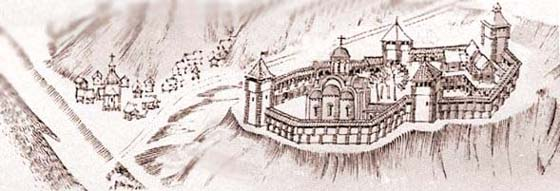
Урочище на поч. ХІІІ ст. Фрагмент карти-реконструкції

50°26′38″ пн. ш. 30°33′5″ сх. д. / 50.44389° пн. ш. 30.55139° сх. д.
Уго́рське уро́чище — літописне урочище у Києві, що нині зветься Аскольдовою могилою.
Назва, за літописною версією, походить від табору давніх угорців («угрів»), які проходили повз Київ під час переселення з Причорномор'я на Дунай. Ще до того Угорське урочище стало місцем вбивства Аскольда і Діра. Аскольд був тут і похований; над його могилою пізніше встановлено церкву Св. Миколая.
В урочищі (можливо ще з часів Аскольда) існував княжий двір, який з 1151 року був офіційною резиденцією Ізяслава Мстиславича. Знайдений тут скарб дирхемів свідчить про заселеність місцевості у VIII — на поч. X ст. Є навіть припущення, що княжий двір, власне, і був заснований Аскольдом (що пояснює чому його вбито саме тут).

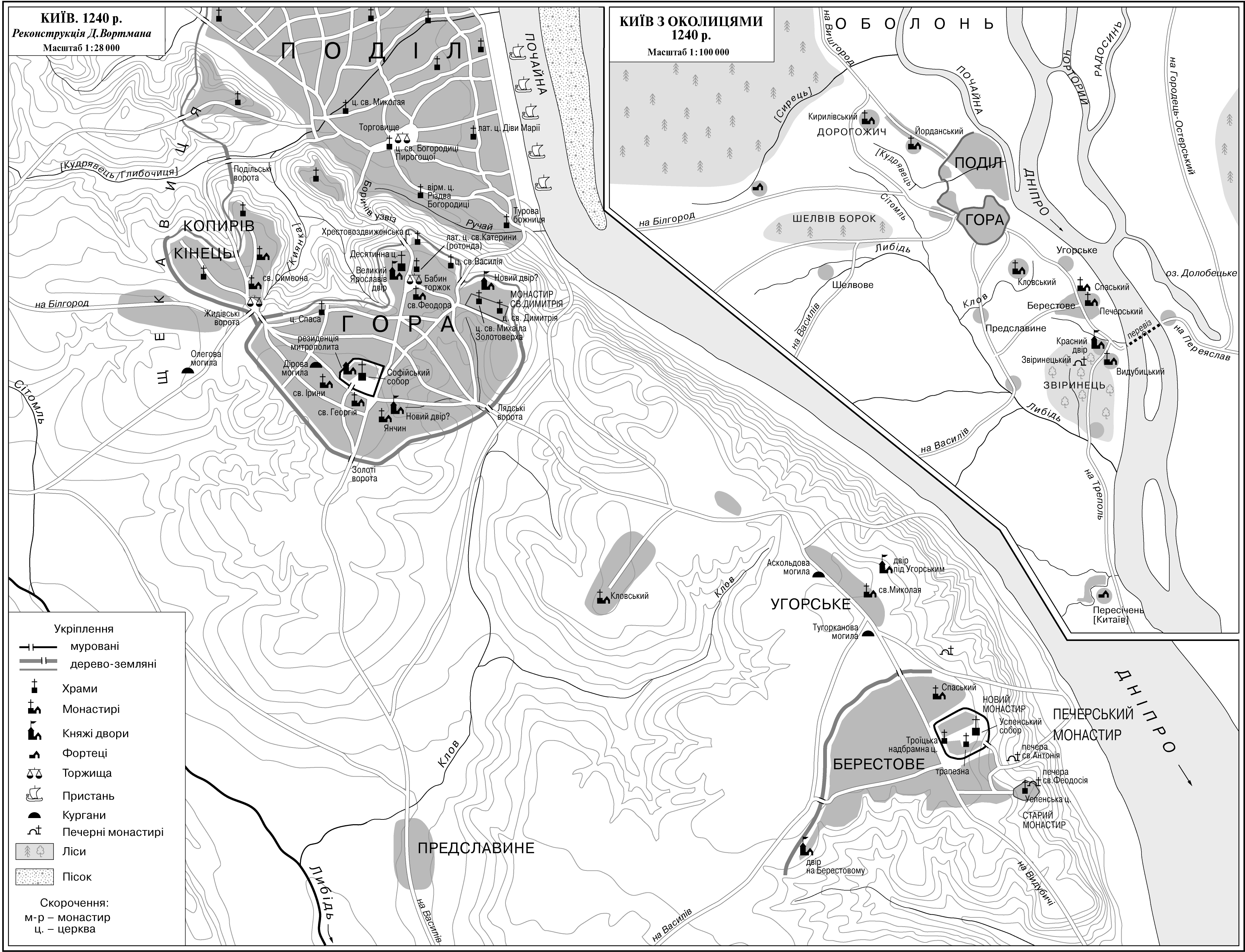
Угорське та інші частини Стародавнього Києва, реконструкція на 1240 рік.
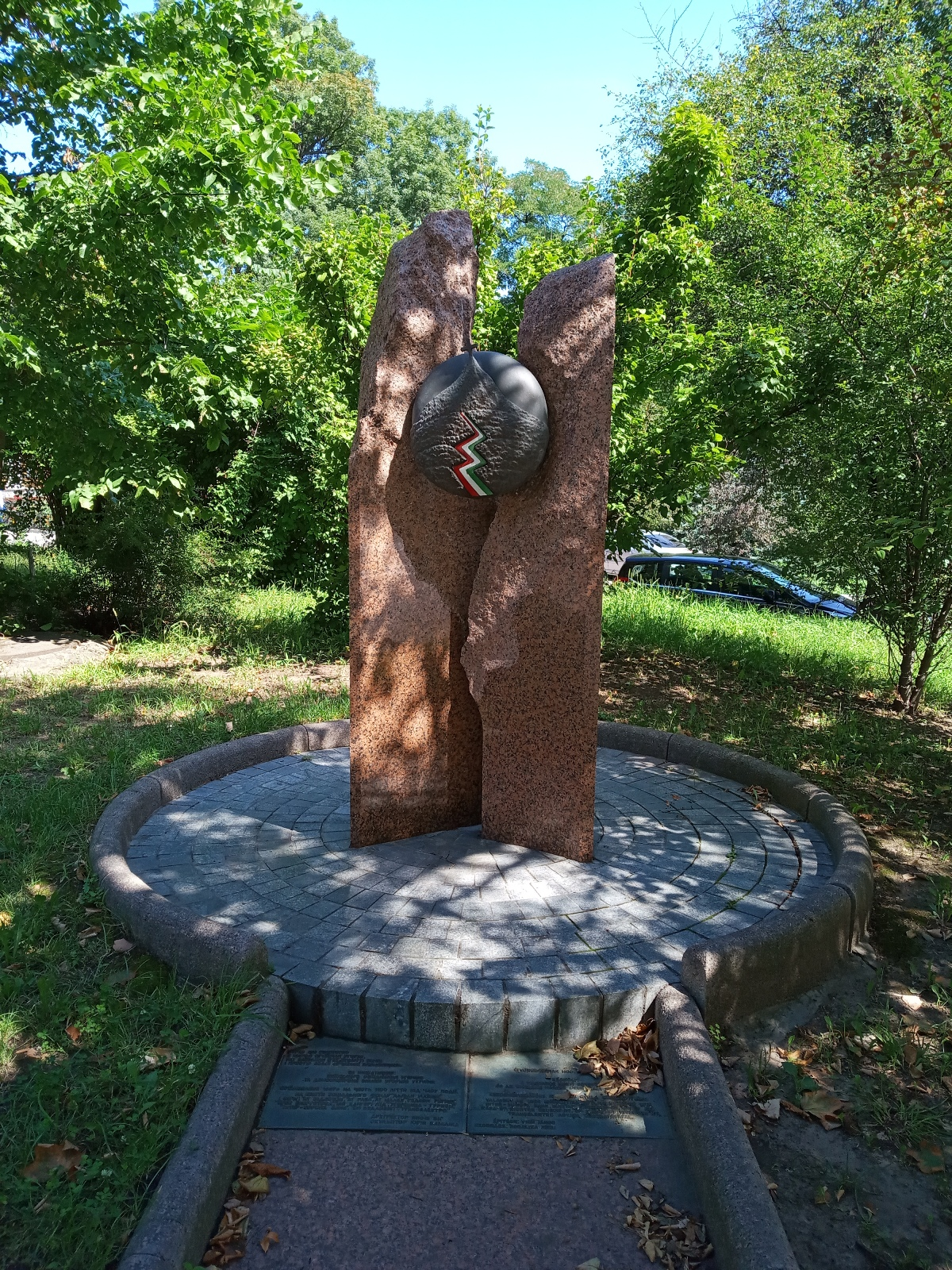
Пам'ятник мирному проходженню угорців біля церкви Св. Миколая